# Campionato italiano di pallamano maschile U18 2016-2017
Le Finali Nazionali U18 maschili 2016-2017 sono la fase finale a livello nazionale del campionato italiano di pallamano per la categoria Under 18 maschile.

## Squadre Partecipanti
Le squadre qualificate sono le squadre che hanno conseguito il titolo di campione regionale e le squadre che ne hanno fatto richiesta. Alle semifinali accedono le prime classificate di ogni girone.
| Squadre campioni regionali | Squadre campioni regionali | Squadre campioni regionali | Squadre campioni regionali |
| -------------------------- | -------------------------- | -------------------------- | -------------------------- |
| Trieste                    | Cassano Magnago            | Junior Fasano              | Pressano                   |
| Città Sant'Angelo          | Modena                     | Atellana                   | Massa Marittima            |
| Camisano                   | Meran                      | Monteprandone              |                            |
| Squadre ammesse            |                            |                            |                            |
| Brixen                     | Schio                      | Fiorentina                 | Torri                      |
| Castenaso                  | Estense Ferrara            | Oriago                     |                            |

## Girone A

### Classifica
|  | Pos. | Squadra         | Pt | G | V | N | S | GF  | GS  | D   | Note                                 |
|  | ---- | --------------- | -- | - | - | - | - | --- | --- | --- | ------------------------------------ |
|  | 1.   | Junior Fasano   | 8  | 4 | 4 | 0 | 0 | 149 | 105 | +44 | Qualificato alle semifinali scudetto |
|  | 2.   | Cassano Magnago | 6  | 4 | 3 | 0 | 1 | 140 | 104 | +36 |                                      |
|  | 3.   | Atellana        | 4  | 4 | 2 | 0 | 2 | 123 | 123 | +0  |                                      |
|  | 4.   | Oriago          | 2  | 4 | 1 | 0 | 3 | 111 | 138 | -27 |                                      |
|  | 5.   | Schio           | 0  | 4 | 0 | 0 | 4 | 91  | 144 | -53 |                                      |

## Girone B

### Classifica
|  | Pos. | Squadra           | Pt | G | V | N | S | GF  | GS  | D   | Note                                 |
|  | ---- | ----------------- | -- | - | - | - | - | --- | --- | --- | ------------------------------------ |
|  | 1.   | Pressano          | 8  | 4 | 4 | 0 | 0 | 130 | 97  | +33 | Qualificato alle semifinali scudetto |
|  | 2.   | Massa Marittima   | 6  | 4 | 3 | 0 | 1 | 142 | 122 | +20 |                                      |
|  | 3.   | Estense Ferrara   | 4  | 4 | 2 | 0 | 2 | 85  | 102 | -17 |                                      |
|  | 4.   | Città Sant'Angelo | 2  | 4 | 1 | 0 | 3 | 104 | 113 | -9  |                                      |
|  | 5.   | Castenaso         | 0  | 4 | 0 | 0 | 4 | 93  | 120 | -27 |                                      |

## Girone C

### Classifica
|  | Pos. | Squadra | Pt | G | V | N | S | GF  | GS  | D   | Note                                 |
|  | ---- | ------- | -- | - | - | - | - | --- | --- | --- | ------------------------------------ |
|  | 1.   | Meran   | 6  | 3 | 3 | 0 | 0 | 114 | 69  | +45 | Qualificato alle semifinali scudetto |
|  | 2.   | Modena  | 4  | 3 | 2 | 0 | 1 | 89  | 81  | +7  |                                      |
|  | 3.   | Brixen  | 2  | 3 | 1 | 0 | 2 | 70  | 81  | -11 |                                      |
|  | 4.   | Torri   | 0  | 3 | 0 | 0 | 3 | 60  | 102 | -42 |                                      |

## Girone D

### Classifica
|  | Pos. | Squadra       | Pt | G | V | N | S | GF  | GS  | D   | Note                                 |
|  | ---- | ------------- | -- | - | - | - | - | --- | --- | --- | ------------------------------------ |
|  | 1.   | Trieste       | 6  | 3 | 3 | 0 | 0 | 102 | 63  | +39 | Qualificato alle semifinali scudetto |
|  | 2.   | Fiorentina    | 4  | 3 | 2 | 0 | 1 | 96  | 87  | +9  |                                      |
|  | 3.   | Camisano      | 2  | 3 | 1 | 0 | 2 | 79  | 93  | -14 |                                      |
|  | 4.   | Monteprandone | 0  | 3 | 0 | 0 | 3 | 76  | 110 | -34 |                                      |

## Tabellone

### Tabellone 1º-4º posto
|  | Semifinali 1º-4º posto | Semifinali 1º-4º posto | Semifinali 1º-4º posto |                 |             | Finale 1º posto  | Finale 1º posto  | Finale 1º posto |  |
|  |                        |                        |                        |                 |             |                  |                  |                 |  |
|  | 1B Pressano            | 1B Pressano            | 30                     |                 |             |                  |                  |                 |  |
|  | 1B Pressano            | 1B Pressano            | 30                     |                 |             |                  |                  |                 |  |
|  | 1A Junior Fasano       | 1A Junior Fasano       | 27                     |                 |             |                  |                  |                 |  |
|  | 1A Junior Fasano       | 1A Junior Fasano       | 27                     |                 | 1B Pressano | 1B Pressano      | 34               |                 |  |
|  |                        |                        |                        |                 | 1B Pressano | 1B Pressano      | 34               |                 |  |
|  |                        |                        | 1C Black Devils        | 1C Black Devils | 23          |                  |                  |                 |  |
|  | 1C Meran               | 1C Meran               | 1C Black Devils        | 1C Black Devils | 23          | 30               |                  |                 |  |
|  | 1C Meran               | 1C Meran               |                        |                 |             | 30               |                  |                 |  |
|  | 1D Trieste             | 1D Trieste             | 21                     |                 |             | Finale 3º posto  | Finale 3º posto  | Finale 3º posto |  |
|  | 1D Trieste             | 1D Trieste             | 21                     |                 |             |                  |                  |                 |  |
|  |                        |                        |                        |                 |             |                  |                  |                 |  |
|  |                        |                        |                        |                 |             | 1A Junior Fasano | 1A Junior Fasano | 25              |  |
|  |                        |                        |                        |                 |             | 1A Junior Fasano | 1A Junior Fasano | 25              |  |
|  |                        |                        |                        |                 |             | 1D Trieste       | 1D Trieste       | 26              |  |

## Campioni
| Vincitore Finali Nazionali 2016-2017 |
| ------------------------------------ |
| Pallamano Pressano 2º titolo         |